# Pinball Dreams
Pinball Dreams è un videogioco di simulazione di flipper, sviluppato da Digital Illusions e pubblicato da 21st Century Entertainment per Amiga nel 1992. La versione per MS-DOS fu pubblicata digitalmente da Rebellion Developments insieme al suo seguito Pinball Dreams 2 e a Pinball Mania il 22 febbraio 2011 su GOG.com con il supporto per Microsoft Windows. Nel 2009 una versione per PlayStation 3 e PSP è stata pubblicata nel catalogo PlayStation Minis. Il gioco è stato convertito per OS X il 23 aprile 2013, e per Linux il 19 agosto 2014.
Oltre a Pinball Dreams 2 ha generato diversi seguiti, di cui Pinball Fantasies e Pinball Illusions, che fanno ufficialmente parte della serie. Pinball Dreams 2 uscì nel 1995 solo per PC, sviluppato da Spidersoft. Il gioco ha inoltre dato seguito a diversi simulatori di flipper ispirati ad esso e pubblicati dallo stesso produttore, e ad un gran numero di conversioni per altri sistemi.

## Modalità di gioco
Il gioco si compone di quattro tavole, ognuna con un tema specifico, come accade per la quasi totalità dei flipper da sala giochi e dei pachinko giapponesi.

### Ignition
Il tema di questa tavola include il lancio di un razzo, i pianeti e l'esplorazione spaziale. Nella conversione del gioco di Expert Software Pinball 2000 la tavola fu rinominata Rocket.

### Steel Wheel
Il tema di questa tavola include i treni a vapore e il vecchio West.

### Beat Box
Il tema di questa tavola include l'industria musicale, le classifiche, le band e i tour. La tavola non è presente nelle versioni per Game Boy e Game Gear. La versione del gioco fornita in bundle con l'Amiga 1200 aveva un bug che rendeva non funzionanti la maggior parte delle caratteristiche avanzate della tavola.

### Nightmare
Il tema di questa tavola include il cimitero, i fantasmi, i demoni, gli incubi e la malvagità in generale. A differenza delle altre tavole, il nome mostrato nel menu del gioco non corrisponde a quello mostrato sulla tavola stessa, ovvero Graveyard. In alcune conversioni del gioco (come quella di GameTek per Game Boy, o quella per Game Gear) la tavola fu rinominata Graveyard anche nel menu. La meccanica riprodotta di questa tavola è pressoché identica a quella del flipper reale Terminator 2 della Williams. Viene empiricamente ritenuta la più difficile, per via dell'elevata velocità raggiunta dalla pallina in molte combinazioni di rimbalzi.
Il gioco è corredato di un manuale di 23 pagine in quattro lingue (inglese, tedesco, italiano e francese) che illustra in dettaglio tutte le tavole, le loro meccaniche e le combinazioni per ottenere tutti i bonus possibili.

## Sviluppo
Il gioco viene definito dagli autori, all'interno dello stesso, come "il primo vero simulatore di flipper per Amiga". La pallina infatti si muove secondo una riproduzione sufficientemente realistica delle leggi della fisica, e le tavole stesse sono state realizzate riproducendo solo le componenti meccaniche che sarebbe stato possibile costruire ed inserire nei flipper da sala giochi. Gli effetti sonori e le musiche sono stati realizzati con la tecnologia della Musica tracker, mediante la quale molte tracce musicali possono essere inserite nello spazio limitato dei floppy disk.
All'interno del gioco, nella parte inferiore della schermata con il menu principale, scorrono i seguenti crediti aggiuntivi rispetto a quelli mostrati nei titoli di testa:
- Lisa Bernhagen: autrice del campionamento delle voci
- Mikael balle: ideatore del gioco
- Erik Tillerby: collaboratore nella realizzazione delle musiche

Il gioco annovera un gran numero di conversioni, per i seguenti sistemi:
- Atari Falcon
- Commodore 64: un'anteprima fu presentata al Breakpoint demo party in aprile 2006 da Xenon[6]
- Game Boy
- Game Gear
- Game Boy Advance: con il titolo Pinball Challenge Deluxe, e due tavole aggiuntive provenienti da uno dei seguiti, Pinball Fantasies
- GP32: pubblicata in ottobre 2002
- SNES: molto accurata, con la grafica e il sonoro quasi perfetti, tranne che per il disegno del sangue sotto il bumper superiore della tavola Nightmare, cambiato da rosso a blu, e le croci, che sono state rimosse
- PC: per i sistemi basati su DOS, pubblicata da Spidersoft
- iPhone / iPod Touch: pubblicata in gennaio 2009 da Cowboy Rodeo con il titolo Pinball Dreaming: Pinball Dreams
- PlayStation Network: pubblicata in novembre 2009 da Cowboy Rodeo
- iPhone / iPod Touch / iPad: pubblicata in luglio 2011 da Cowboy Rodeo con il titolo Pinball Dreams HD
- OS X: pubblicata in agosto 2011 da Cowboy Rodeo come Pinball Dreams HD
- Amstrad CPC: un'anteprima fu presentata al Retro-Sevilla retro expo in ottobre 2016 dal Batman Group[7]

Alcune delle conversioni, in particolar modo quella per PC, contengono alcune modifiche minori alle tavole, sia nella grafica degli sfondi che nella forma, nella posizione e nel comportamento di alcune meccaniche; ma tuttavia presentano anche una peggior fisica della pallina e una minor fluidità del gioco.

## Accoglienza
| Testata                    | Versione  | Giudizio |
| -------------------------- | --------- | -------- |
| Amiga Joker                | Amiga     | 86%      |
| Aktueller Software Markt   | Amiga     | 9/10     |
| Power Play                 | Amiga     | 72%      |
| Computer+Videogiochi       | Amiga     | 93%      |
| Computer+Videogiochi       | Game Boy  | 89%      |
| Computer+Videogiochi       | SNES      | 70%      |
| Commodore Gazette          | Amiga     | 4,5/6    |
| Consolemania               | SNES      | 88%      |
| Game Power                 | SNES      | 81%      |
| Game Power                 | Game Gear | 80%      |
| The Games Machine (ITA)    | Amiga     | 88%      |
| The Games Machine (ITA)    | PC        | 90%      |
| K                          | Amiga     | 905/1000 |
| K                          | PC        | 915/1000 |
| Videogame & Computer World | Amiga     | 89%      |

Pinball Dreams è stato un successo commerciale, avendo venduto oltre 650 000 copie nel suo anno di debutto.
Il gioco fu accolto complessivamente in modo positivo dalle recensioni sulla stampa di settore dell'epoca. La quasi totalità delle critiche negative sono rivolte alle conversioni, in special modo quella per PC, che oltre ad apprezzabili piccole modifiche nelle meccaniche e nella grafica delle tavole introdusse tuttavia un peggioramento nella fisica della pallina e nella scorrevolezza del gioco.
Tra le testate meno entusiaste, Electronic Gaming Monthly diede alla versione per Game Gear un voto di 5,8 su 10, commentando che "i flipper non hanno mai funzionato bene su sistemi portabili e Pinball Dreams non fa eccezione: le tavole sono grandi, ma il gioco è un po' lento".
Nel 1993 Computer Gaming World criticò la versione per PC di Pinball Dreams come avente "il peggior modello fisico" di quattro giochi recensiti, e ne definì "scattoso" lo scorrimento verticale. La stessa rivista dichiarò in giugno 1994 che Pinball 2000 "è un titolo medio ad un prezzo superiore alla media". Nel 1996 sempre la stessa rivista classificò Pinball Dreams come il 119° miglior gioco di tutti i tempi, dichiarando che "lo scorrimento regolare e la grande fisica della pallina hanno reso questo gioco per Amiga un titolo da non perdere".
Nel 2011, Wirtualna Polska lo classificò come il quarto miglior gioco per Amiga.